# Verkhóvie (Leningrad)
|  | Per a altres significats, vegeu «Verkhóvie». |

Verkhóvie (en rus: Верховье) és un poble de l'óblast de Leningrad, a Rússia, pertany al districte rural de Boksitogorski. El 2017 tenia 20 habitants.